# بيرثا ماي كروفورد
بيرثا ماي كروفورد (بالإنجليزية: Bertha May Crawford)‏ هي مغنية أوبرا ومغنية كندية، ولدت في 20 يونيو 1886، وتوفيت في 26 مايو 1937.
ولدت بيرثا ماي كروفورد في مونتريال، كندا عام 1886 لعائلة اسكتلندية ثرية. تلقت تعليمها في مدرسة خاصة وبدأت دراسة الموسيقى في سن مبكرة. درست الغناء مع أستاذة الصوت الشهيرة ماري جاردين.
بدأت بيرثا مسيرتها المهنية كمغنية كورس في أوبرا مونتريال، وظهرت لأول مرة كمغنية أوبرا في دور البطولة في أوبرا "كارمن" عام 1910. حققت بيرثا نجاحًا كبيرًا في أمريكا الشمالية وأوروبا، حيث غنت على مسارح مشهورة مثل دار الأوبرا الملكية في لندن ودار الأوبرا في نيويورك. اشتهرت بأداء أدوار البطولة في أوبرا "مادام بتر فلاي" و"لا ترافياتا" و"أ Aida". سجلت بيرثا العديد من الأسطوانات التي لا تزال تُباع حتى اليوم.
تزوجت بيرثا من رجل الأعمال الكندي إدوارد ستيفنسون عام 1914، وأنجبت طفلًا واحدًا توفي في سن مبكرة. عانت بيرثا من مشاكل صحية طوال حياتها، وتوفيت في تورنتو، كندا عام 1937 عن عمر يناهز 50 عامًا.
تعتبر بيرثا واحدة من أهم مغنيات الأوبرا الكنديات في التاريخ، حيث تميزت بصوتها القوي وجمالها وذكائها. كانت من أوائل مغنيات الأوبرا الكنديات اللائي حققن شهرة عالمية، ولا تزال مصدر إلهام للعديد من مغني الأوبرا الشباب في جميع أنحاء العالم.
تم إدخال بيرثا في قاعة مشاهير الموسيقى الكندية عام 1978، وتم تسمية شارع في مونتريال باسمها. كتبت الكاتبة ماري إليسون سيرة ذاتية عن بيرثا بعنوان "Bertha Crawford: A Canadian Prima Donna".
معلومات إضافية:
- تميزت بيرثا بأداء أدوار البطولة في أوبرا "مادام بتر فلاي" و"لا ترافياتا" و"أ Aida".
- سجلت بيرثا العديد من الأسطوانات التي لا تزال تُباع حتى اليوم.
- تعتبر بيرثا واحدة من أهم مغنيات الأوبرا الكنديات في التاريخ.
- تم إدخال بيرثا في قاعة مشاهير الموسيقى الكندية عام 1978.
- تم تسمية شارع في مونتريال باسمها.